# Sumaira Abdulali
Sumaira Abdulali , född 22 maj 1961 i Bombay, Indien, är en miljöaktivist och grundare av den icke-statliga organisationen Awaaz Foundation och sammankallande i Movement against Intimidation, Threat and Revenge against Activists (MITRA). Hon var medordförande i Conservation Subcommittee och hederssekreterare för Asiens äldsta och största miljö-NGO, Bombay Natural History Society, och är för närvarande medlem i styrelserådet.
Genom juridiska ingripanden, opinionsbildning och offentliga kampanjer, bidrag till dokumentärfilmer, tv-debatter och tidningsartiklar har hon framgångsrikt integrerat och byggt upp ett medvetande om tidigare okända risker för miljön, särskilt buller och sandtäkt. Abdulali har vunnit nationella och internationella priser för sitt arbete. Hon startade också det första nätverket för skydd av aktivister i Indien efter en attack mot henne av sandmaffian 2004.

## Aktivism

### Buller

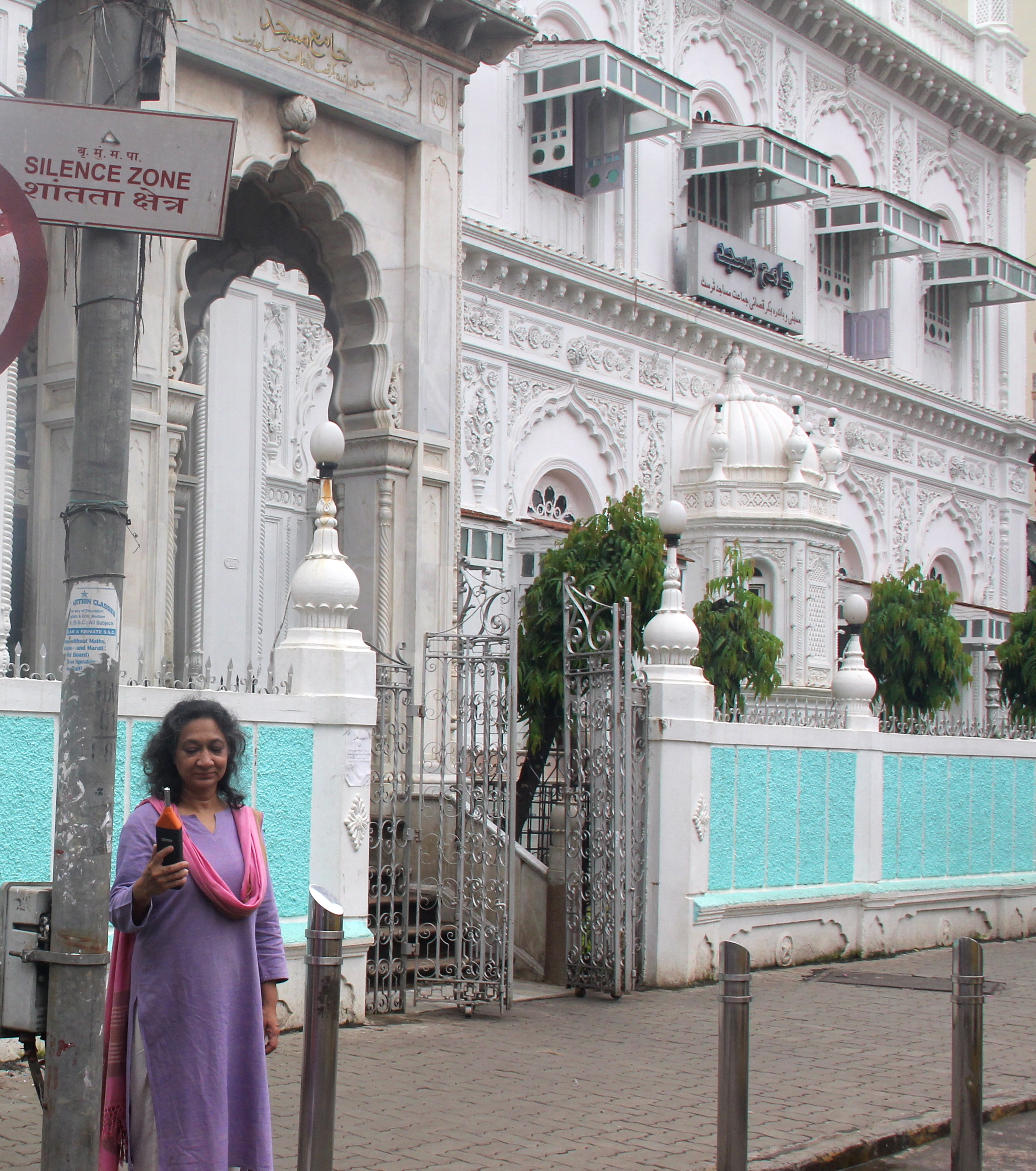
Sumaira Abdulali spelar in buller på ett religiöst område

Sumaira Abdulali har kallats den indiska "bullerministern" av regeringstjänstemän och av pressen.
År 2003 tog Abdulali upp rättstvister om buller i samarbete med Bombay Environment Action Group, Dr. Yeshwant Oke och Dr. Prabhakar Rao i Bombays högsta domstol och krävde avgränsning av tysta zoner. Sju år senare, 2009, beordrade Bombay High Court Brihanmumbai Municipal Corporation att 2 237 tysta zoner skulle inrättas på ett avstånd av 100 meter runt sjukhus, utbildningsinstitutioner, domstolar och religiösa institutioner.
År 2006 grundade Abdulali Awaaz Foundation, en registrerad offentlig stiftelse för att stödja hennes arbete inom miljövård, uppkallad efter ordet för "buller" på marathi och hindi. Hon har fortsatt sin kampanj mot buller genom rättstvister, opinionsbildning och medvetenhetsprogram med hjälp pro bono från jurister och reklampersonal och genom frivilliga. Professionella, som Ishwar Nankani från Nankani and Associates och Josy Paul från BBDO India, har varit integrerade i hennes kampanj.
2007 lämnade Abdulali in ytterligare en framställning till Awaaz Foundation för kontroll av buller från signalhorn, fordonstrafik, byggnadsaktiviteter och smällare, för en bullerkarta över Bombay stad integrerad i dess utvecklingsplan och för strikt och opartiskt genomförande av bullerföroreningsreglerna. Under 2016 utfärdade High Court PIL slutgiltiga order om att buller från trafik, byggnadsverksamhet med mera skulle kontrolleras, och att staten Maharashtra skulle genomföra kartläggning av bullret i alla städer och att integrera bullret i Bombay i sitt utkast till utvecklingsplan för de kommande 25 åren. Domstolen klargjorde också att deras order skulle gälla evenemang och festligheter för alla religioner. Bombay, som förklarades som den mest bullriga staden i Indien i januari 2016, var den enda staden i landet där ljudnivåerna sjönk från tidigare år under festivalsäsongen 2016. Polisen i Bombay tackade Bombays medborgare för att de fick detta att hända.
Abdulali har förespråkat en opartisk tillämpning av bullerregler från alla källor, inklusive från alla religioner och delar av samhället. Under 2016 bekräftade Bombay High Court, samtidigt som den bestämde att bullerreglerna är lika tillämpliga på alla religioner och religiösa platser. Hon har mätt ljudnivåer vid politiska möten i flera år, inklusive Shiv Senas årliga Dussehra-rally i Shivaji Park, vilket fick deras ledare Bal Thackeray att kalla henne "Awaaz-damen" och utmana henne att kontrollera hans decibelnivåer, som han jämfört med en tigers rytande. Polisen i Bombay väckte åtal mot rallyorganisatörerna baserat på Abdulalis upptäckter.
2010 skrev Abdulali till Ministeriet för miljö och skogsbruk (MoEF) om strängare bullerregler och behovet av nationella data om buller. MoEF ändrade bullerreglerna i januari 2010 och införlivade alla hennes förslag och tillkännagav också ett nationellt bullerövervakningsnätverk för Central Pollution Control Board i Indien. Abdulali motsatte sig användningen av privata helikopterplattor ovanpå hustaken i Bombay. År 2010 gav delstatsregeringen tillstånd för helikopterplattor på taket på Sea Wind och Antilia, hem för två av Indiens rikaste män, Mukesh Ambani och Anil Ambani. Efter hennes underskriftskampanj sade MoEF att sådana helikopterplattor var "borde undvikas" och att deras användning inte skulle vara tillåten i någon indisk stad. År 2016 bekräftade Bombay High Court att regeringen skulle behöva bedöma ytterligare buller från privata helikopterplattor innan de ger några tillstånd.
Delstatsregeringen i Maharashtra utfärdade ett cirkulär 2015 som förbjöd användningen av "Horn OK Please"-skyltar på baksidan av kommersiella fordon över Maharashtra med motiveringen att det uppmuntrar bilister att tuta i onödan och leder till bullerföroreningar.
Abdulali var medlem i Maharashtra Pollution Control Board Committee för att fastställa lämpliga decibelnivåer för signalhorn och sirener. Rekommendationerna fastställdes av delstatsregeringen som lag och bekräftades av ett beslut i Bombay High Court i augusti 2016.
Baserat på Abdulalis uppgifter utfärdade Bombays högsta domstol under 2017 meddelanden till tjänstemän vid Mahim Police Station och kommunalkommissionären för staden Bombay om brott mot bullerreglerna. Under 2018 genomförde National Environmental Engineering Research Institute (NEERI) bullerkartläggning av alla 27 större städer i Maharashtra, under instruktioner från Bombay High Court under efterlevnadsförhör, de första omfattande officiella studierna i landet. 2018 mätte hon buller från Bombays tunnelbanebygge och samarbetade med regeringen i en årslång kampanj mot tutande. Regeringen förbjöd DJ:s under festivaler och festivalsäsongen var den tystaste någonsin på senare år.

## Sandutvinning
Sumaira Abdulali har ansetts vara "Indiens främsta förkämpe mot illegala sandtäkter" av pressen och hon har motsatt sig sådana sandtäkter genom opinionsbildning och rättsliga ingripanden sedan 2003, då hon upptäckte en illegal sandtäkt utanför sina förfäders hus vid Kihim Beach i Alibag. I maj 2004 slutade konfrontationen med illegal sandtäkt på Kihim Beach med illegala arbetare, där en av dem påstods vara son till en lokal indisk Kongresspartiledare. Sonen anföll henne fysiskt och skadade hennes bil.
Efter mötet lämnade Abdulali in en First Information Report (FIR) till polisen, som efter utredning anklagade fyra personer för att ha attackerat henne och arresterade dem. År 2011 frikände en tingsrätt alla fyra personerna på grund av otillräcklig bevisning.